# 蘇沃羅沃市鎮
43°19′N 27°37′E / 43.317°N 27.617°E

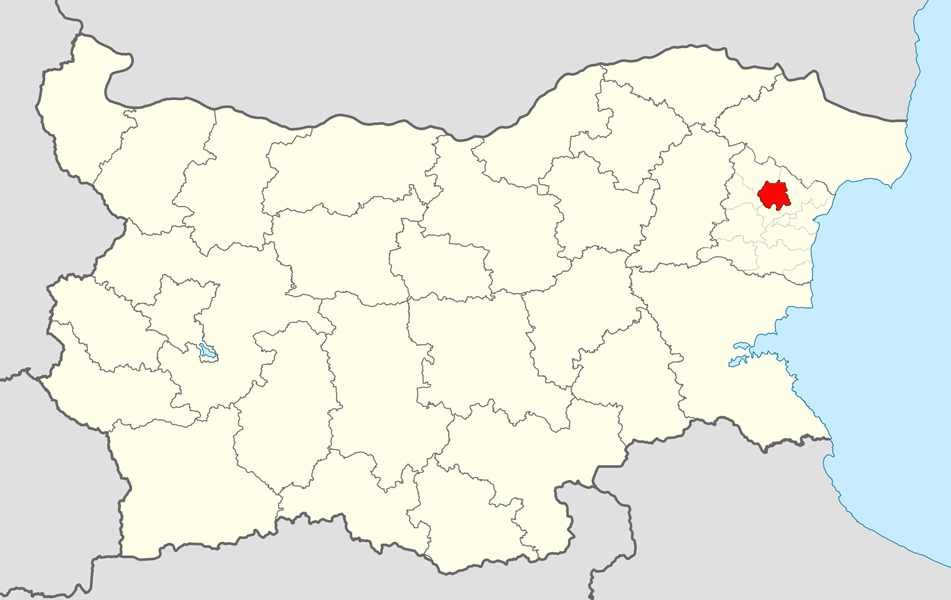

蘇沃羅沃市，是保加利亞的城鎮，位於該國東北部，由瓦爾納州負責管轄，首府設於蘇沃羅沃，面積216平方公里，2009年人口7,544，人口密度每平方公里34.93人。